# Мирмекохория

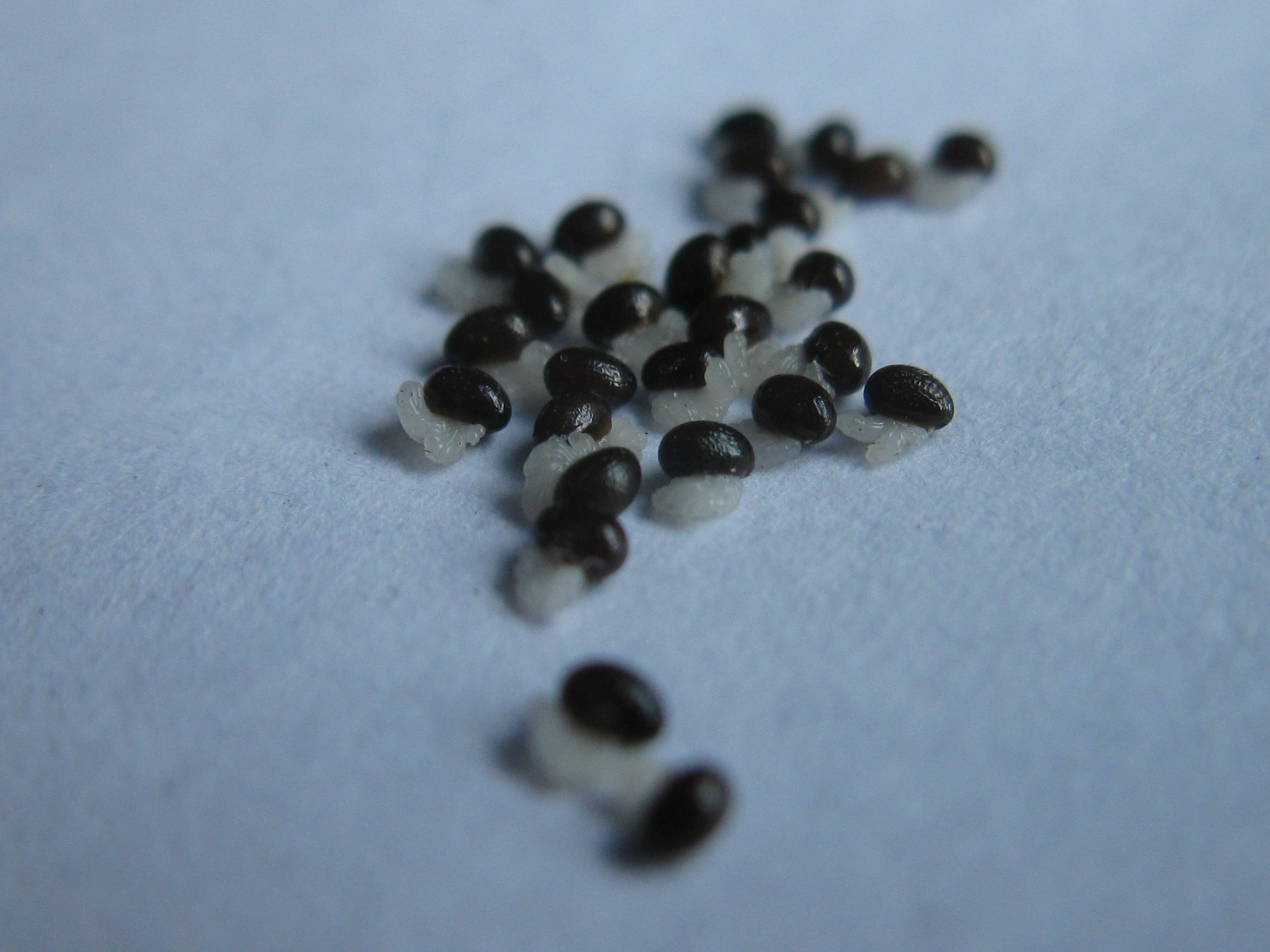
Семена чистотела (Chelidonium majus) с питательными придатками эласмосомами.

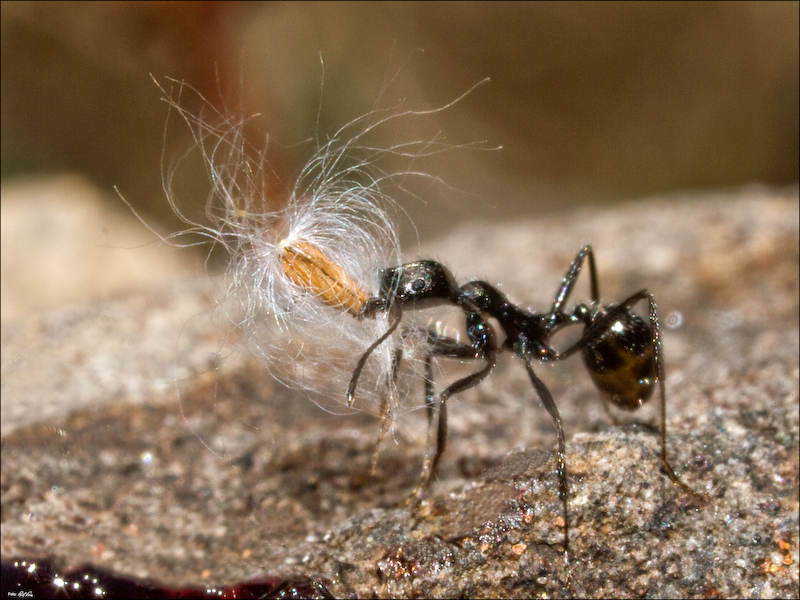
Муравей, несущий семя.

Мирмекохо́рия (от др.-греч. μύρμηξ (myrmex) «муравей» и χωρέω (choreo) «иду, продвигаюсь, направляюсь») — распространение семян растений муравьями (вид зоохории).

## Виды
В мире существует, по разным оценкам, от 3000 до 11 000 видов мирмекохорных растений, а в Европе насчитывается более 275 таких видов.
Привлекательными для муравьёв семена таких растений становятся благодаря эласмосомам (элайосомы, питательные придатки, ариллоиды). Часть муравьёв даже специализируется на сборе семян, например, муравьи-жнецы рода Messor (за один сезон до 1 кг зёрен). В питании лесных муравьёв рода Formica семена растений составляют лишь около 0,2 %. Тем не менее, одна крупная семья представителя данного рода — рыжего лесного муравья — собирает за лето более 10 тыс. семян. Муравьи — единственные насекомые, которые рассеивают семена в большом количестве, на всех континентах и практически во всех экосистемах. В некоторых лесных экосистемах с помощью мирмекохории рассеивается до 30 % семян.
Мирмекохория свойственна фиалке (Viola), раффлезии (Rafflesia) и многим другим. Из лесных растений средней полосы России к мирмекохорным относятся ожика волосистая, копытень европейский, виды родов марьянник, хохлатка, чистотел, грушанка и др.
Специализированные на таком типе распространения растения, например, фиалка душистая, распространяются исключительно муравьями. Мирмекохорные придатки таких растений крупные, их длина может достигать половины длины семени. При наблюдениях отмечено, что количество проросших семян увеличивается после того, как их кожура была обгрызена муравьями. Семена с искусственно удалёнными элайосомами почти не привлекают муравьёв.